# Bruggen 915 en 916
Brug 915 en Brug 916 zijn twee bouwkundige kunstwerken in Amsterdam-Noord.
Tijdens het doortrekken van de IJdoornlaan komend van het oosten over het Noordhollandsch Kanaal werd ook de omgeving heringericht. Voor de verwerking van zowel langzaam als snelverkeer werden bruggen ontworpen door de Dienst der Publieke Werken met architect Dirk Sterenberg. Standaardbruggen werden afgewisseld met het kunstwerk brug 970, een ingewikkelde ophaalbrug. Aan de andere zijde van het spectrum bevinden zich bruggen 915 en 916. In een parkachtige omgeving ten noorden van de IJdoornlaan (tussen Oosterlengte en Parlevinkerpad) liggen in de bijbehorende afwateringstocht twee kleine vijvers. Om een doorgaande route voor voetgangers te houden waren twee parkbruggetjes nodig. Sterenberg ontwierp twee houten bruggen met de voor hem gang bare opbouw; brede balken als leuningen.
Deze bleken niet bestand tegen de weersinvloeden en moesten vermoedelijk in de 21e eeuw vervangen worden door nieuwe exemplaren, die een eenvoudiger uitstraling hebben.

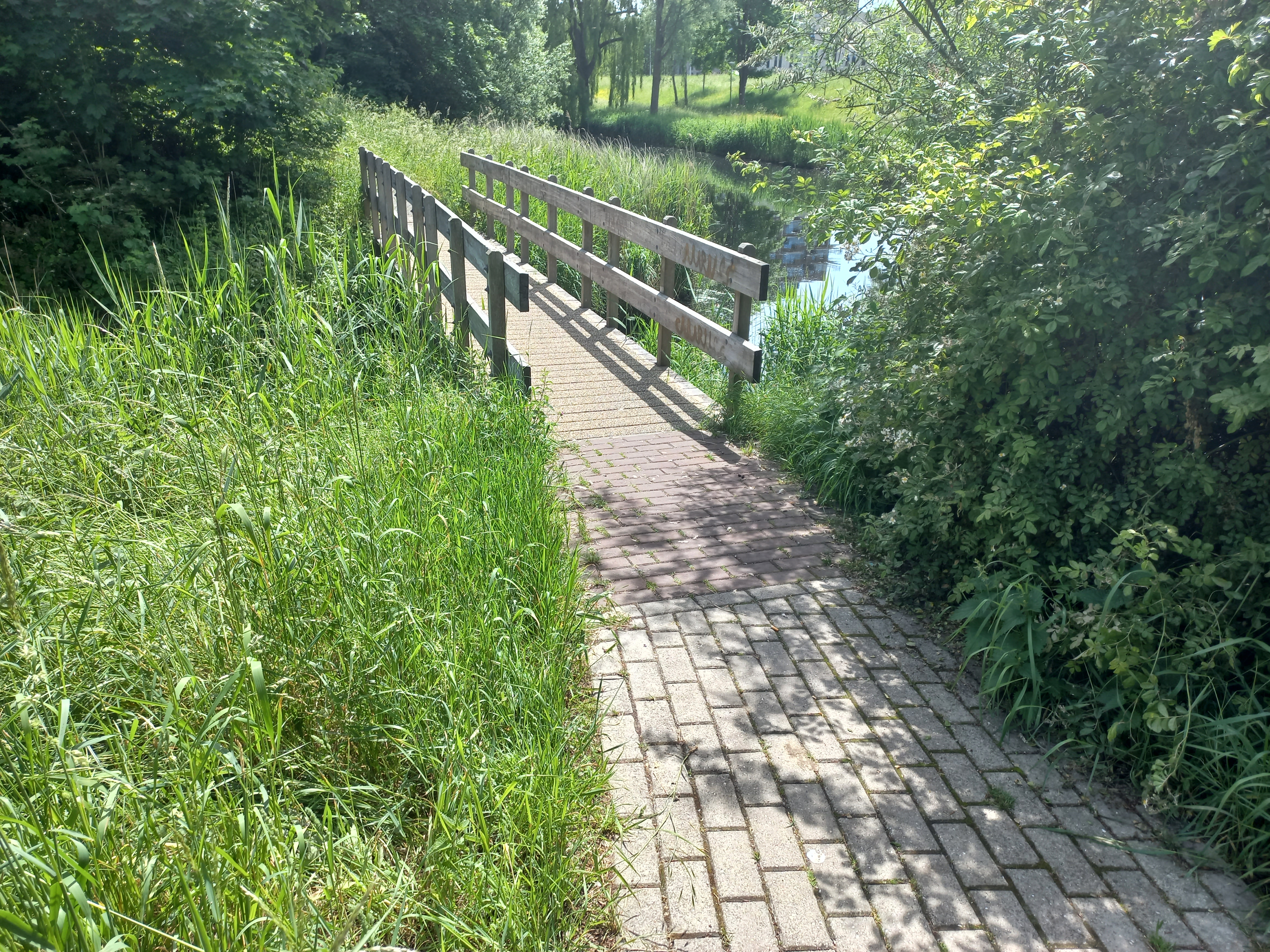
Brug 916 (mei 2022)

<<< · 900 · 901 · 904 · 905 · 906 · 907 · 908 · 909 · 912 · 913 · 914 · 915 · 916 · 917 · 918 · 919 · 920 · 923 · 924 · 930 · 932 · 933 · 934 · 935 · 936 · 937 · 939 · 943 · 944 · 945 · 946 · 947 · 948 · 949 · 950 · 951 · 952 · 953 · 954 · 956 · 957 · 958 · 959 · 960 · 961 · 962 · 963 · 964 · 965 · 966 · 967 · 968 · 970 · 971 · 972 · 973 · 974 · 975 · 978 · 979 ·  980 · 981 · 984 · 985 · 986 · 987 · 988 · 989 · 990 · 991 · 992 · 993 · 994 · 995 · 996 · 997 · 998 · 999 · >>>
Brugnummers  902, 903, 910, 911, 920, 921, 922, 925, 926, 927, 928, 929, 931, 937, 938, 940, 941, 942, 955, 969, 976, 977, 982, 983 zijn niet (meer) vergeven.